# Plátonas
Plátonas (Platonas) är en ort i Grekland.   Den ligger i prefekturen Nomós Kerkýras och regionen Joniska öarna, i den västra delen av landet, 400 km nordväst om huvudstaden Aten. Plátonas ligger 32 meter över havet och antalet invånare är 353. Den ligger på ön Korfu.
Terrängen runt Plátonas är kuperad åt sydost, men åt nordväst är den platt. Havet är nära Plátonas åt nordväst.Runt Plátonas är det ganska tätbefolkat, med 90 invånare per kvadratkilometer. Närmaste större samhälle är Agios Georgis, 8,3 km sydväst om Plátonas. I omgivningarna runt Plátonas växer i huvudsak blandskog.